# Останнє плавання бригантини «Карлук»
Остання подорож «Карлука», флагмана канадської арктичної експедиції 1913—1916 років завершилася втратою судна і подальшою смертю майже половини його екіпажу. 13 липня 1913 року бригантина, яку раніше використовували як китобійне судно, вирушила досліджувати острів Гершел у морі Бофорта. 13 серпня 1913 року, за 300 кілометрів від місця призначення, «Карлук» затисло льодами і він почав повільний дрейф на захід. Після довгого дрейфу через море Бофорта і Чукотське море 10 січня 1914 року бригантину розчавило льодом і вона затонула. Кілька місяців екіпаж та учасники експедиції боролися за виживання, спочатку на льоду, а потім на берегах острова Врангеля. Перш ніж надійшла допомога, одинадцять людей померло.
Канадська арктична експедиція, яку організував антрополог Вільялмур Стефансон, мала як наукові, так і географічні цілі. 19 вересня шестеро людей, серед яких і Стефансон, вирушили на полювання, проте через дрейф льодів не змогли повернутися на судно. Капітан корабля Роберт Бартлетт організував піший перехід до острова Врангеля, розташованого за 80 миль (130 км). Умови були важкими та небезпечними; дві групи по чотири особи в кожній не дісталися острова.
Після того, як всі, хто вижив, досягли узбережжя, Барлетт і мисливець ескімос удвох вирушили по льоду на материк по допомогу. За кілька тижнів вони успішно досягли узбережжя Аляски, але льодові умови не дозволили почати негайну рятувальну експедицію. Декілька спроб виявилася невдалими. З 15 людей, що залишилися на острові Врангеля, троє загинули. Ті, хто вижив, добували собі їжу полюванням і їх врятували лише у вересні 1914 року.

## Канадська арктична експедиція

### Контекст
Канадська арктична експедиція 1913 року була задумана Вільяльмуром Стефанссоном, антропологом ісландського походження, який народився в Канаді та жив у Сполучених Штатах. Між 1906 і 1912 роками він провів більшу частину свого часу, вивчаючи інуїтів на півночі Канади. Його польова робота дала початок першій детальній інформації про спосіб життя та культуру мідних інуїтів. Після повернення Стефанссон розробив плани іншої експедиції, щоб продовжити дослідження Арктики. Національне географічне товариство (NGS) у Вашингтоні та Американський музей природної історії в Нью-Йорку зобов'язалися профінансувати його в розмірі 45 000 доларів США, або приблизно 750 000 доларів США 2010 року. Однак він бажає розширити цей проект, включивши в нього географічні дослідження моря Бофорта, яке на той час було ще terra incognita. Для цих нових цілей він потребував більше коштів і звернувся до уряду Канади з проханням про допомогу.
Вся територія, відома як Висока Арктика, є предметом претензій на суверенітет не лише з боку Канади, а й з боку Норвегії та Сполучених Штатів. Тому канадський уряд побоювався, що фінансована США експедиція дасть Сполученим Штатам право претендувати на будь-яку нову територію, яка може бути відкрита в морі Бофорта: в результаті, коли канадський прем'єр-міністр Роберт Лейрд Борден зустрівся зі Стефанссоном в Оттаві в лютому 1913 р., він оголосив, що Канада бажає профінансувати всю експедицію. Уряд Канади сподівається завдяки цьому зміцнити свій суверенітет над нинішнім Канадським Арктичним архіпелагом. Американці погодилися відступити за умови, що NGS зможе взяти на себе експедицію, якщо Стефанссон фактично не поїде в червні 1913 року. Таким чином, ця умова встановила суворий термін, що призвело до певного поспіху в підготовці до поїздки, хоча Стефанссон стверджує в його звіт 1921 року про те, що він «[передбачив] усі можливі випадки».

### Цілі і стратегія
Фінансова участь канадського уряду означає зміну характеру експедиції, вона повинна була зробити більший акцент на географічних дослідженнях, тоді як початкова мета орієнтувала її на етнологічні та наукові дослідження. У листі до канадської «Victoria Daily Times» Стефанссон викладає ці чіткі цілі. Основна мета — дослідити «територію приблизно в один мільйон квадратних миль, яка представлена білими плямами на нашій карті і яка лежить між Аляскою та Північним полюсом». Експедиція також має на меті провести найповніше наукове дослідження Арктики, яке коли-небудь проводилося. Передбачається, що північна група шукатиме нові землі, тоді як південна група, головним чином наземна та під керівництвом зоолога Рудольфа Мартіна Андерсона, проводитиме польові дослідження та антропологічні дослідження на островах біля північного узбережжя Канади.
Корабель північної групи «Карлук» повинен відплисти від північного узбережжя Канади, доки не досягне суші або не буде зупинений льодом. Група повинна дослідити будь-яку землю, яка може зустрітися, або, якщо це не вдасться, слідувати межі льоду на схід і спробувати зимувати на острові Бенкс або острові Принца Патріка. Якщо корабель застрягне в льоду і буде змушений дрейфувати, команда повинна вивчати напрямок арктичних течій і виконувати програму океанографічних досліджень. Тим часом південна група Андерсона мала продовжувати антропологічні дослідження серед інуїтів міді, збирати зразки арктичної флори та фауни, проводити геологічні дослідження та шукати відкриті судноплавні шляхи в надії встановити нові торговельні шляхи.

### Організація і члени експедиції
План Стефанссона полягав у тому, щоб відправити два кораблі експедиції, «Карлук» і «Аляска», на китобійну станцію на острові Гершель для остаточного формування північної та південної груп і розподілу обладнання та провіанту. Але поспіх (пов'язаний зі стислими термінами, встановленими Національним географічним товариством) викликав деякі занепокоєння серед учасників експедиції щодо постачання їжі, одягу та обладнання. Стефанссон з'являється лише епізодично протягом тижнів інтенсивної діяльності, які передують від'їзду, і він лише дуже частково ділиться своїми проектами зі своєю командою; він відкидає ці побоювання, які він описує як «нахабні та нелояльні». Між Стефанссоном і вченими виникли суперечки щодо командування: Геологічна служба Канади, яка надала чотирьох вчених для експедиції, хотіла, щоб ці люди залишалися під її керівництвом, а не під керівництвом Стефанссона. Керівник південної групи Рудольф Андерсон погрожував піти у відставку, якщо Стефанссон зажадає права на публікацію всіх особистих щоденників учасників експедиції.
Науковий колектив, який складається з провідних спеціалістів у своїх галузях, включає громадян Сполучених Штатів, Данії, Норвегії, Франції, Великої Британії та її імперії. Однак лише двоє з них коли-небудь мали досвід полярного світу: Алістер Маккей, медичний офіцер експедиції, відвідав Антарктиду під час експедиції Німрода Ернеста Шеклтона (1907—1909) і, таким чином, належав до групи, яка виявила розташування магнітного полюса Півдня. Крім того, Джеймс Мюррей, також ветеран експедиції Німрода, є океанографом Стефанссона. Серед молодих членів наукової групи є Вільям Лейрд Мак-Кінлей, вчитель природничих наук із Глазго, якого рекомендував шотландський дослідник Вільям Спірс Брюс, і Б'ярн Мамен, чемпіон з лижного спорту з Крістіанії (Осло), Норвегія, якого найняли лісником, незважаючи на брак досвіду в науковій сфері.
Спочатку Стефанссон хотів довірити керівництво «Карлуком» (корабель, призначений для північної команди) командиру американського китобійного судна Крістіану Теодору Педерсену. Але коли Педерсен відхилив цю пропозицію, посаду капітана було запропоновано Роберту Бартлетту, досвідченому полярному мореплавцю, який народився на Ньюфаундленді і який командував кораблем Роберта Пірі під час його полярної експедиції 1909 року. Однак у Бартлетта не було часу вибрати екіпаж Карлук, який був спішно завербований у доках арсеналу Есквімальт у Британській Колумбії. Пізніше Мак-Кінлей писав про моряків, що «один був підтвердженим наркоманом […] інший страждав від венеричного захворювання, і, незважаючи на наказ про заборону [брати] алкоголь на борт, принаймні двоє [принесли трохи потай]». Для Мак-Кінлі цій команді бракує якостей, необхідних для того, щоб протистояти труднощам наступних місяців; ці занепокоєння поділяв Бартлетт, першим рішенням якого, коли він прибув до Есквімальта, було звільнити другого капітана за некомпетентність. Замість нього він назвав двадцятидворічного Олександра «Сенді» Андерсона.

### Кораблі
Карлук був обраний Педерсеном і придбаний Стефанссоном за 10 000 доларів США, що було дуже хорошою ціною. Вибір було зроблено з чотирьох доступних кораблів, серед яких, за словами Педерсена, Карлук був «найміцнішим і найкращим для їхньої цілі». Бартлетт, однак, глибоко сумнівається щодо його придатності для тривалої навігації в Арктиці. Цей корабель, бригантина, побудована 29 років тому, має 39 метрів у довжину та 7 метрів у ширину. Спочатку він був побудований для рибної промисловості на Алеутських островах («Карлук» — алеутське слово для риби), потім його корпус був покритий «залізним деревом», щоб переобладнати його для китобійного промислу. Незважаючи на те, що він використовувався для чотирнадцяти китобійних кампаній в Арктиці, включаючи шість зимівель, він не був розроблений, щоб витримувати тривалий тиск льоду, і йому не вистачало потужності двигуна, щоб змусити пройти. Письменниця та журналіст Дженніфер Нівен у своїй розповіді про експедицію вважає, що «Карлук» «далекий від потужного арктичного корабля, який багато людей уявляли».
Корабель поступив на ремонт на верф Ескімолт, де він залишався протягом квітня та травня 1913 року. Коли Бартлетт прибув на початку червня, він негайно наказав провести додаткові ремонтні роботи. На додаток до «Карлука», Стефанссон наосліп придбав невелику бензинову шхуну «Аляска», щоб служити судном постачання для південної команди, яка мала бути переважно наземною. Другу шхуну «Мері Сакс» було придбано для його підтримки, коли складського простору на «Алясці» виявилося недостатньо. Мак-Кінлей зазначив, що в плутанині, яка характеризувала відправлення експедиції, ніхто не звернув уваги на те, як люди чи обладнання були розподілені між різними кораблями. Таким чином, антропологи Анрі Беша та Даймонд Дженнесс, обидва призначені до південної команди, опинилися на кораблі «Карлук», а їхнє обладнання було на борту «Аляски». Сам Мак-Кінлей, піднявшись на борт «Карлука» як магнітний спостерігач, виявив, що більшість його обладнання знаходиться на Алясці. Стефанссон пояснює, що є плани реорганізувати все це, коли кораблі досягнуть запланованої зустрічі на острові Гершель, але це мало заспокоює Мак-Кінлі, який боїться найгіршого, якщо експедиція не прибуде на острів Гершель, як було заплановано.

### До острова Гершель
«Карлук» покинув Есквімальт 17 червня 1913 року, прямуючи на північ до Аляски. Безпосередній пункт призначення — Ном на узбережжі Берингового моря. З самого початку виникли проблеми з рульовим механізмом і двигунами, обидва потребували частих перевірок. 2 липня «Карлук» досяг Берингового моря в мряці та тумані, що супроводжувалося швидким падінням температури. Через шість днів він прибув до Ному, де знайшов «Аляску» та «Мері Сакс». Коли кораблі були завантажені в порту Ном, деякі вчені попросили зустрічі зі Стефанссоном, щоб уточнити плани експедиції, особливо щодо північної команди, чий графік залишався невизначеним. Ця зустріч не увінчалася успіхом: поведінка їх керівника шокувала кількох учасників експедиції, деякі навіть погрожували не йти далі. У пресі повідомляється, що Стефанссон сказав, що він очікував, що «Карлук» буде розчавлений льодом, і що життя його співробітників були другорядними по відношенню до наукової роботи, яка буде виконуватися: але Стефанссон відмовляється пояснювати ці звинувачення, а також він не погодився надати додаткові подробиці щодо своїх планів щодо північної команди. Однак, незважаючи на занепокоєння та розчарування вчених, жоден не подав у відставку.
У Порт-Кларенсі, на північ від Нома, на борт було взято 28 собак, перш ніж 27 липня «Карлук» попрямував на північ. Наступного дня він перетнув Полярне коло і майже одразу зіткнувся з поганою погодою, яка спричинила затоплення кают і спричинила морську хворобу у деяких чоловіків. Проте Мак-Кінлей зауважив, що «не дивлячись на всі свої недоліки, „Карлук“ виявляється стійкий корабель». 31 липня судно досягло Пойнт-Хоуп, де до нього приєдналися два мисливці-інуїти на ім'я «Джеррі» та «Джиммі». 1 серпня арктичний льодовий шар було видно, і Бартлетт зробив кілька спроб пробити морський лід, але безуспішно. 2 серпня, приблизно за 40 кілометрів від Пойнт-Барроу, «Карлук» зміг пройти крізь лід, але швидко застряг і почав повільно дрейфувати на схід протягом трьох днів, перш ніж досягти відкритої води біля мису Смайт. Тим часом Стефанссон (який залишив корабель) по льоду досяг Пойнт-Барроу. Коли він повернувся на корабель на мисі Сміт 6 серпня, його супроводжував один із його старих друзів, Джек Хедлі, трапер, який хотів поплисти на схід. Тоді Хедлі значився в суднових книгах як тесляр.
На мисі Сміт до експедиції приєдналися ще двоє мисливців-інуїтів, Кералук і Катактовік, а також родина Кералука: його дружина Керук і їхні дві маленькі доньки Хелен і Мугпі. У міру подорожі Бартлетта все більше хвилювали масштаби льоду в цьому районі, і він зазначив, що мідні пластини, які захищали носову частину корабля, вже були пошкоджені. Протягом наступних кількох днів «Карлук» намагався просуватися вперед, а Бартлетт прямував на північ, намагаючись знайти відкриті водні канали. Єдині суттєві наукові завдання, які можна виконати протягом цього періоду, це ті, які виконує Мюррей: він проводить операції з відновлення біологічних зразків шляхом днопоглиблення, таким чином збираючи численні види морських мешканців Арктики та здійснюючи регулярні вимірювання глибини морського дна. 13 серпня Бартлетт підрахував, що його корабель знаходився в 378 кілометрах на схід від Пойнт-Барроу, на такій же відстані від острова Гершель. Однак далі на схід судно так і не пішло: міцно застрягши в льоду, воно почало повільно дрейфувати на захід. 10 вересня «Карлук» уже повернувся майже на 160 кілометрів назад, у бік Пойнт-Барроу. Невдовзі після цього Стефанссон повідомив Бартлетту, що цього року вже неможливо сподіватися на прогрес і що Карлук повинен провести зиму, застрягши в льоду.

## На льоді

### Дрейф на захід
19 вересня «Карлук» знерухомлюється, Стефанссон оголосив, що, враховуючи дефіцит свіжого м'яса та ймовірність тривалого перебування в льоді, він поведе невелику команду на полювання на карібу та іншу дичину в районі гирла річки Колвіль. Він бере з собою двох інуїтів Джиммі та Джеррі, секретаря експедиції Берта Макконнелла, фотографа Джорджа Хуберта Вілкінса та антрополога Діаманда Дженесса. Стефанссон передбачає відсутність десять днів. Бартлетт отримує інструкції, які подаються в письмовій формі: у разі зміни позиції корабля він повинен відправити команду на землю, щоб спорудити однин або кілька маяків, що дають інформацію про їхнє нове місце розташування. Наступного дня шість чоловіків виїжджають. Але з 23 вересня, після снігової бурі, паковий лід, в який «Карлук» потрапляє в пастку, починає рухатися, і корабель рухається від 50 до 100 кілометрів на день на захід, швидко віддаляючись від острова Гершель та решти експедиції. Швидко стає очевидним, що команда Стефанссона ніколи не зможе знайти дорогу, щоб повернутися на борт.
У своїй газеті, яка залишилася безпрецедентною, так і в його наступному листуванні, МакКінлай вважає, що відхід Стефанссона не менше, ніж відмова від корабля. Історик експедиції С. Е. Дженнес (син Діаманда Дженнеса) відкидає цю точку зору. Він підкреслює, що Стефанссон та члени мисливської команди залишають дорогоцінні товари на борту «Карлука», і він наполягає на додатковій причині цього виходу: наміри, що Стефансон мав формувати чоловіків, які все ще недосвідчені. Антрополог Гислі Палссон підтверджує в своїх наступних творах, що, хоча гнів Бартлетта та екіпажу зрозумілий, немає елемента, який доводить, що Стефанссон навмисно відмовився від своїх людей. Палссон вважає розумним вважати, що Стефанссон діє досить відповідально, намагаючись забезпечити постачання свіжого м'яса і, отже, обмежити ризики цинги, що може статися, якщо Карлук залишеться захопленим у льоді протягом тривалого періоду. Історик Річард Діубальдо пише, що «все доводить, що це було абсолютно нормальним мисливським виїздом» та «що є визначальні елементи, які показують, що [Стефанссон] вважав би за краще, щоб ніколи не залишати [корабель]».
Бартлетту дуже важко точно обчислити положення «Карлука» через сніг та густий туман, який їх оточує постійно. Однак під час короткого затишшя 30 вересня вони побачили землю, яку вони беруть за острів Купер біля Пойнт-Барроу, де вони були на початку серпня. 3 жовтня тривога екіпажу зросте, оскільки, хоча вони знаходяться всього за 8 кілометрів від Пойнт-Барроу, дрейф корабля бере курс на північ, який, отже, віддаляє його від землі. Деякі члени експедиції побоюються, що «Карлук» матиме долю USS Jeannette, американського корабля, який тридцять років тому дрейфував у льодах Арктики місяцями, перш ніж потонути, що призвело до зникнення більшості його екіпажу. Бартлет усвідомлює, що Мюррей і Макей, два ветерани експедиції Німрода, відкрито зневажають командування свого капітана. Вони планують покинути корабель у відповідний час, щоб дістатися до землі власними засобами.
Оскільки погода погіршується, Бартлетт наказує передати частину приладдя та обладнання на лід, як для полегшення корабля, так і як запобіжний засіб, якщо буде потрібно відмовитися від корабля поспіхом. Повсякденність покращується завдяки полюванню на тюленів (в середньому два-три вбиваються щодня за даними МакКінлая) і завдяки білому ведмедя, який був вбитий, коли він вийшов біля корабля в середині листопада. 15 листопада «Карлук» дійшов до північної 73-ї паралелі, найбільш північної точки його дрейфу, потім починає дрейфувати на південний-захід у напрямку Сибірського узбережжя. У середині грудня його позиція оцінюється в 230 кілометрах від острова Врангель. Бартлетт переконаний у своєму серці, що «Карлук» не виживе зиму; однак, незважаючи на ситуацію, яка не є дуже блискучою, докладають особливих зусиль для святкування Різдва на борту з прикрасами, подарунками, спортивною програмою на льоду та банкетом. Тоді Карлук знаходиться лише за 80 кілометрів на північ від острова Геральд, скелястий форпост на схід від острова Врангель. 29 грудня землю було видно вдалині, але екіпаж не знає, чи це острів Геральд чи острів Врангель. Мораль піднімається завдяки цьому погляду на землю поблизу, але в перший день 1914 року лід починає ламатися і утворювати зморшки тиску. Протягом наступних днів МакКінлай пише, що лід видає жахливі звуки, поєднуючи вібрації та удари, які підходять і постійно зміцнюються.

### Кораблетроща
Рано вранці 10 січня 1914 р. Маккінлай відзначає, «величезне тремтіння охоплює весь корабель», коли лід атакує корпус. Бартлетт, все ще сподіваючись на збереження свого корабля, дає наказ полегшити його, звільнившись від всього снігу, накопиченого на палубі. Він також наказує, щоб весь екіпаж був готовий оснастити себе теплим одягом. О 18:45, сильна детонація вказує на те, що корпус перфорований, і Бартлетт негайно зайшов до машинної кімнати, щоб виявити, що вода пробігає через 3-метрову тріщину. Неможливо, щоб насоси могли компенсувати таку течію, і тому капітан дає наказ відмовитися від корабля. Все-таки на думку МакКінлая, погодні умови жахливі, але екіпаж працює протягом ночі в темряві та снігу, щоб перенести на лід якомога більше їжі та обладнання. Бартлетт залишається на борту до останнього моменту і грає диски на фонографі Victrola судна. О 15:15 11 січня Бартлетт вмикає «похоронний марш» фортепіано Соната Nº 2 Шопена як останній порятунок для свого корабля, потім він висаджується. «Карлук» тоне за кілька хвилин, його реї ламаються, коли він зникає у вузькій дірі, яку він утворив у льоді. Маккінлай підводить підсумки присутніх: 22 чоловіки, жінка, двоє дітей, 16 собак та кіт.

### Табір кораблетрощі
Завдяки рішенню Бартлетта зазделегідь витягнути спорядження із корабля, табір вже більш-менш встановлений на льоду під час занурення «Карлука». Він отримує ім'я «Shipwreck Camp», тобто «табір корабельної аварії». Вже побудовані два притулки: сніговий іглу, оснащений полотняним дахом, і другий притулок, виготовлений з дерев'яних ящиків. До нього додається кухня, яка містить великий котел, витягнений з машинної кімнати «Карлука».
Менший притулок побудований на п'ять інуїтів, тоді периметр грубо встановлюється навколо табору, використовуючи мішки з вугіллям та різні контейнери. За словами МакКінлая, табір забезпечує «надійні та комфортні осередки, які [можуть] забезпечити стійкий притулок». Резерви є достатніми, а група добре харчується. Протягом перших днів після кораблетрощі більша частина часу присвячена перевірці та вдосконаленню одягу та сну в очікуванні прогулянки, яка повинна перевезти дослідників на острів Врангель. Дрифт льоду повільно штовхає табір у напрямку острова, але денне світло ще недостатнє, щоб мати можливість здійснити цю експедицію.
Вся ця діяльність навряд чи стосується Макея та Мюррея, до яких швидко приєднався антрополог Анрі Беухат: усі троє мало залучаються до життя табору і рішуче висловлюють свій намір залишити його незалежно і якнайшвидше. Зі свого боку Бартлетт бажає почекати до лютого та продовження днів, щоб отримати користь від кращих умов світла; Але МакКінлаю і Мамену вдається переконати його відправити групу в авангард, щоб створити передовий табір на острові Врангель. Таким чином, група з чотирьох чоловіків покинула табір корабельних аварій 21 січня, що складався з першого офіцера «Карлука» Олександра Андерсона та чоловіків екіпажу Чарльза Баркера, Джона Брейді та Едмунда Голайтлі: Бартлет дає їм встановити свій табір у Беррі Пойнт або навколо, Північне узбережжя острова Врангель. Б'ярн Мамен супроводжує їх як розвідник, але він повертається до табору корабельної аварії 4 лютого і вказує, що він покинув групу в кількох кілометрах від землі, яка не є островом Врангель, але, швидше за все, на острові Геральд, близько 60 кілометрів від їх запланованого пункту призначення. Група Андерсона ніколи не повернеться до табору; лише через десять років їхня доля була відома, коли їх трупи були знайдені на острові Геральд.

### Похід до острова Врангель
Потім Бартлетт вирішує надіслати нову команду, щоб визначити точне місце розташування острова, до якого підійшла група Андерсона, та переконатися, що Андерсон фактично прибув туди. Оскільки Б'ярн Мамен отримав травму в коліні, він не може брати участь у цій місії: тому група складається з Ернеста Чафе, стюарда Карлука та двох інуїтів Катактовіка та Курулака. Група Чафе прогресує, поки вона не буде в 3 кілометрах від острова Геральд, але вони зупинені у своєму пересуванні вільними водами. Вони проводять детальне спостереження біноклем, але не помічають жодних слідів зниклої групи: Чафе приходить до висновку, що Андерсон та його люди не дісталися до острова. Вони повертаються назад і повертаються до табору корабельної аварії.
Тим часом група Макея (пов'язана з Мюрреєм та Беухатом, до яких приєднується чоловік екіпажу Стенлі Морріс), повідомляє 4 лютого про їх намір виїхати наступного дня, щоб самим шукати шлях до землі. Макей пише лист капітану Бартлетту від 1 лютого, і який починається наступним чином: "Ми нижчепідписані, враховуючи критичну ситуацію цього моменту, хочемо спробувати дістатися до землі. У цьому листі чотири чоловіки претендують на обладнання, необхідне для своєї подорожі, завершують, підкреслюючи, що поїздка є власною ініціативою та поза відповідальностю Бартлетта. Цей надає їм сани, намет, 25 літрів нафти 6 гвинтівок з боєприпасами та на 50 днів харчових продуктів. Вони покинули табір 5 лютого; Останніми, хто побачив їх живими, — це Ернест Чафе та його супутники — інуїти, які повертаються зі свого невдалого виходу до острова Геральда. Вони зазначають, що група Макея з великими труднощами прогресує, що вони втратили певну провізію та покинули частину свого одягу та обладнання, щоб полегшитися. Беухат, здається, знаходиться в особливо критичному стані, близькому до гарячки і страждає від переохолодження. Незважаючи на все, група відмовляється від будь-якої допомоги і відхиляє пропозицію Чафе повернутися з ним до табору корабельної аварії. Після цього від них нічого не знаходять, крім шарфа Морріса, у брилі плаваючого льоду. Цілком ймовірно, що четверо чоловіків загинули, розчавлені льодом, або розбилися під його вагою.
Група Бартлетта тепер складається з восьми чоловіків з екіпажу «Карлука» (сам Бартлетт, механіки Джон Мунро та Роберт Вільямсон, моряки Х'ю Вільямс та Фред Маурер, поляк-пожежник Джордж Бреді, Кок Роберт Темплман та Стюард Ернест Чафе), троє вчених (МакКінлай, Мамен та геолог Джордж Маллох), трапер Джон Хадлі та нарешті п'ять інуїтів (сім'я Кералука, у якої чотири людини, до яких додається Катактовік). Хедлі — майже 60 років, але він є одним із рідкісних людей (з Бартлеттом та інуїтом), щоб скористатися певним досвідом довгих переходів по льоду. Бартлетт вирішує відправити своїх людей, які мають досвід у невеликих послідовних групах, щоб відкрити шлях та встановити запаси провізії на дорозі до острова Врангель, тим самим готуючи від'їзд решти групи, не звикли до цих небезпек. Коли він вважає групу готовою до походу, він ділить робочу силу на чотири команди та відправляє дві перші 19 лютого. Інші дві команди на чолі з самим Бартлеттом виїхали з табору 24 лютого. Вони залишають на місці в мідній коробці повідомлення, яке вказує на напрям, за яким пішла група вцілілих, у випадку, якщо дрейф криги приведе залишки табору в населений район. Відстань, яку можна проїхати на острів Врангель, оцінюється в 40 миль (64 кілометри), але подорож виявиться вдвічі більшою.
Поверхня криги дуже нерегулярна, що робить пересування повільним і важким. Спочатку можна дотримуватися шляху, складеного групами, які були надіслані розвідниками; але велика частина цього шляху стерта останніми сніговими штормами, і в певних районах лід нестабільний і ламається, до того, що майже знищує табір, який Бартлет встановлює, щоб його група спала там. 28 лютого всі команди збираються разом, а потім зіткнулися з низкою крижаних гребенів, висотою 10 — 30 метрів і які блокують їх просування. Гребені простягаються як на схід, так і на захід, і запобігають доступу до острова. Незважаючи на небезпеку того, що це представляє, МакКінлай, Хедлі та Чае повертаються до табору корабельної аварії, щоб дістати їжу, яку довелося залишити там, а решта групи намагається пройти серед крижаних глиб. Коли МакКінлай та його супутники повертаються до групи через тиждень, він просунувся лише 5 кілометрів; тим не менш, більшість гребенів зараз за ними. Для Хедлі цей прохід — це найсуворіший, з яким він коли-небудь стикався протягом довгих років, проведених в Арктичному регіоні. Наступні кроки в поїздці простіші, оскільки група просувається в менш міцних крижаних зонах; А 12 березня земля була досягнута, коли вони досягають довгої смуги піску, яка простягається на північне узбережжя острова Врангель.

## Подорож Бартлетта
Першим проектом Бартлетта для його групи було відпочити на острові Врангель, а потім прямувати до узбережжя Сибіру. Але зазначивши, що троє чоловіків травмовані (Мамен, Маллох та Маурер), а інші ослаблені і страждають від обмороження, Бартлет передумає: група залишиться на острові, поки він сам в супроводі Катактовіка буде шукати допомогу. Двоє чоловіків виїжджають 18 березня з сімома собаками та їжею на 48 днів (30 днів для собак), і починають свою поїздку систематичною прогулянкою вздовж південного узбережжя острова, щоб шукати сліди експедицій Андерсона чи Макея. Коли вони нічого не знаходять, вони беруть участь у переході через паковий лід у напрямку Сибіру, але вони прогресують з труднощами на поверхні, яка дуже нестабільна і часто ламається, відкриваючи отвори вільної води. Вони також витрачають багато часу, щоб звільнити свою провізію від снігу, що накопичується там, не припиняючи. Коли вони наближаються до континенту, Катактовік все більше нервує: він чув, що інуїти Аляски не мають хорошої репутації з чукчами, і він навіть боїться за своє життя. Бартлет робить все можливе, щоб заспокоїти його, поки вони продовжують свій повільний перехід.
Двоє чоловіків дістаються до континенту 4 квітня поблизу мису Джакан, на захід від Північного мису на північному узбережжі Сибіру. Вони бачать сліди санок на снігу, що вказує на те, що вони досягли населеної зони. Вони слідують за цими слідами протягом доби, поки не досягнуть невеликого селища чукч. Незважаючи на побоювання Катактовіка, вони приймаються там з гостинністю та отримують житло та укриття. Вони вирушили в дорогу 7 квітня у бік Східного мисуи та сіл узбережжя Берінгової протоки. Бартлет ніколи не відчував такої суворої погоди, змішування хуртовини, лютих вітрів і температури часто нижче -50 ° С. Вони проходять через інші села чукч, де Бартлет веде переговори, щоб забезпечити себе основними продуктами: він, таким чином, обмінює свій револьвер Кольт на молоду міцну собаку. На нього впливає доброта і щедрість людей, яких він зустрічає, і судить, що ці якості є «дуже репрезентативними глибинної гуманності цих сміливих людей». 24 квітня вони прибули до міста Емма, невеликого містечка, яке було побудовано в декількох кілометрах на захід від Східного мису. Згідно з розрахунками Бартлетта, Катактовік і він проїхали близько 700 миль, або 1100 кілометрів з моменту від'їзду з острова Врангель на 37 днів раніше, повністю на марші, за винятком останньої частини подорожі.
В Еммі, Бартлетт зустрічає барона Клейста, старшого російського чиновника, який пропонує відвезти їх до гавані Емми на узбережжі, за тиждень звідти, щоб знайти корабель, який виїжджає до Аляски. Бартлет погоджується: 10 травня, хоча ослаблений наслідками його поїздки і ледве оговтався від ангіни, він попрощався з Катактовіком (який вирішив тимчасово залишитися в місті Емма) виїжджає з бароном. Вони дізнаються в дорозі, що капітан Педерсен, той, хто спочатку очікував керувати Арктичною експедицією, тоді знаходиться в регіоні. Вони дістаються до гавані Емми 16 травня; Через п'ять днів Педерсен також прибуває на китобійному судні Герман, потім він піднімається з Бартлеттом на борт, направляючись на Аляску. Вони дістаються до Нома 24 травня, але паковий лід заважає їм дістатися до землі. Після трьох днів очікування вони відправляються на південь, і прибуваютьс в Сент-Майкл, де Бартлет може нарешті надіслати радіо-повідомлення в Оттаву, щоб повідомити уряд Канади про долю «Карлука» та його екіпаж. Він також запитує про розташування Bear, американської берегової охорони, яку він вважає, такою що зможе зіграти роль рятувального судна для потерпілих «Карлука».

## На острові Врангель
Вижилі табору корабельної аварії, які прибули на північне узбережжя острова Врангель, прозвали свою точку падіння «Icy Spit», тобто «крижаний бар'єр». Перш ніж покинути їх, Бартлетт просить їх встановити кілька окремих таборів на острові, щоб збільшити територію їх потенційного полювання. Капітан також каже, що розподіл на менші групи може сприяти кращому глобальному розумінню, розділяючи певні несумісні особистості. Однак він попросив, щоб усі групи зустрілися на півдні острова, у гавані Роджерса, близько середини липня.
Незважаючи на ці запобіжні заходи, суперечки вибухнули дуже скоро після від'їзду Бартлетта, про розподіл їжі. Оскільки неможливо було взяти всю провізію табору корабельних аварій і тому що подорож до острова тривала довше, ніж очікувалося, у групі бракує печива, пемміканів та їжі для собак. Крім того, навряд чи полювання покращить становище, поки погода не є більш м'якою, перед травнеи чи червнем. Хедлі та Курук, один із інуїтів, відправляються полювати на тюленів на паковому льоді: але підозрюють, що Хедлі, зберіг результати його таємного полювання, щоб самому ним скористатися. Так само цих двох чоловіків звинувачують у витрачанні олії, вже занадто рідкісної. МакКінлай свідчить про цю шкідливу атмосферу, де мораль низька і дуже слабка солідарність: «Нещастя і відчай, що ми зазнали тисячі разів помножили, наші слабкості, манії, і наші помилки».
Дві експедиції проводяться для повернення до табору корабельної аварії, щоб дістати їжу, але це провал щоразу; друга експедиція навіть спричиняє додаткові втрати у собаках та обладнанні. Чафе, який зазнав серйозного обмороження, бачить, як гангрена, що розвивається в нозі: він ампутує пальці за допомогою Вільямсона, другого механіка, використовуючи імпровізовані інструменти. Загрожуючи їхнім життям, Маккінлей та Мунро розпочали вихід з криги в напрямку острова Геральд, сподіваючись знайти ту чи іншу групи, які зникли; Але вони не наближаються до нього менше 15 миль, або 24 кілометри, і вони не помічають жодних ознак життя, хоча вони використовують свої біноклі, щоб брати участь у ретельному огляді острова, який вони бачать на відстані.
Інші проблеми зі здоров'ям залишаються: замерзлі ноги Маллоха не зцілюються, і Маммен постійно страждає від коліна, яке він вивихнув, коли він ще був в таборі корабельної аварії. Тривожна хвороба починається у кількох людей; симптоми — це набряк ніг, щиколоток та інших частин тіла, що супроводжуються глибокою млявістю. Маллох найбільш постраждав, і він помер 17 травня. Як і Мамен, його супутник по намету, сам дуже хворий, він не може піклуватися про його поховання; також труп Маллоха залишається під наметом кілька днів, викликаючи «жахливий запах», поки МакКінлай не поховає його. Мамен також помирає через десять днів, від тієї ж хвороби.
Дієта групи покращується з початку червня, коли з'являються птахи. Вони швидко становлять життєво важливе джерело їжі, а також їх яйця, оскільки в цей період практично не знаходять тюленячого м'яса: вижилі змушені їсти гнилі плавники, або будь-які інші частини тюленя, які здаються їстівними. Але розподіл птахів є новим об'єктом розбрату. Вільямсон пише, наприклад: «Минулої середи [Бредді і Чафе] насправді знайшли 6 яєць та 5 птахів, а не 2 яєць та 4 птахів, як вони сказали. Бредді також підозрюють у здійсненні інших крадіжок. 25 червня лунає постріл, тоді Бредді був знайдений мертвим у своєму наметі. Обставини його смерті не з'ясовані, будь то випадковість, самогубство чи вбивство, як думає Хедлі, який схиляється до вини Вільямсона. Цей останній описує підозри Хедлі як „галюцинації, які не містять найменшої правди“. Серед речей Бредді — ряд предметів, які були викрадені в Мак Кінлая.
Незважаючи на цей темний контекст, канадські кольори піднімаються в гавані Роджерса 1 липня, з нагоди дня Конфедерації. Пізніше цього ж місяця мораль вдосконалюється, коли Кюрюку вдається захопити моржа вагою майже 300 кілограмів, що гарантує свіже м'ясо протягом декількох днів. Але серпень проходить без будь-якого корабля на горизонті, і погодні умови знову погіршуються; надія на порятунок зменшується, і група готується провести другу зиму на місці.

## Порятунок
Bear, корабель берегової охорони американської митниці, прибув до Аляски в Сент-Майкл в середині червня. Він замовлений капітаном Кохраном, який погоджується вирушити на острів Врангель, як тільки він отримав дозвіл від американського уряду. У будь-якому випадку неможливо спробувати рятувальну операцію до середини липня, оскільки умови важкі того року в Арктиці. Після того, як дозвіл наданий, Bear залишає Сент-Майкл 13 липня разом із Бартлеттом на борту; але корабель повинен виконати кілька етапів уздовж узбережжя Аляски, перш ніж дістатися до потерпілих. 5 серпня Бартлет знайшов Катактовіка в Порт-Хоуп і дав йому зарплату за доставку, а також новий одяг. Коли він приїхав у Пойнт Барроу 21 серпня, Бартлет зустрічає Берта МакКоннелла, колишнього секретаря Стефанссона, який повідомляє йому про свої подорожі після від'їзду з „Карлука“ в попередньому вересні. У квітні 1914 року, сказав МакКоннелл, Стефанссон вирушив на північ з двома супутниками, щоб шукати нових земель.
МакКонелл залишає Пойнт Барроу для Ном на борту King & Winge, рибальського судна, зареєстрованого у США. Bear, зі свого боку, направляється до острова Врангель, але його просування було зупинене льодом 25 серпня 1914 р., за 30 кілометрів від острова: після безуспішного намагання пройти Кохран повинен звернути з дороги, щоб завантажитися вугіллям у Номі. Це рішення є справжнім глибоким розчаруванням для Бартлетта. Приїхавши до Нома, він зустрічає Олафа Свенсона, який зафрахтував King & Winge на сезон риболовлі і який збирається виїхати до Сибіру. Бартлетт просить його змусити King & Winge зупинитися на острові Врангель, щоб знайти групу корабельної аварії. Нарешті Bear покинув Ном 4 вересня, через кілька днів після корабля Свенсона. King & Winge, на борту, якого все ще знаходиться МакКоннелл, досягає острова Врангель 7 вересня. Того ж дня група вцілілих, встановлених у гавані Роджерса, пробуджується корабельним рогом і бачить King & Winge за кілька сотень метрів від узбережжя. Їх швидко беруть на борт, тоді корабель підберає решту групи, яка встановила свій табір далі на узбережжі, на мисі Ворінг. Останній із 14 тих, хто вижив, нарешті піднімається на борт до вечора.
Після спроби, яка відразу не вдалася, підійти до острова Геральд, Свенсон відновив дорогу до Аляски. Наступного дня він зустрічає Bear, з Бартлеттом на борту. МакКоннелл свідчить, що вся група хоче залишитися на борту корабля, який щойно їх підібрав, проте Бартлет наказує їм прийти і приєднатися до нього на борту Bear. Перш ніж повернутися на Аляску, Bear зробив остаточну спробу підійти до острова Геральда, зупинений льодом в 20 кілометрах від мети, і жодних ознак життя не з'являється. Група повертається в Ном, куди вона прибуває 13 вересня, її вітає місцеве населення.

## Підсумки
Бартлетт відзначається як герой пресою та широкою громадськістю, і він отримує відзнаки Королівського географічного товариства за свою надзвичайну мужність. Незважаючи на все, Адміралтейство швидко створює комісію для розслідування, яка звинувачує його в тому, що він привів „Карлука“ до пакового льоду і відпустив наодинці групу Макея — і це, незважаючи на лист, підписаний Макеєм та його супутниками, щоб зняти з капітана всю відповідальність. Стефанссон також критично розглядає поведінку Бартлетта. Останній опублікував спогади про експедицію в 1916 році, в якій він не виклав прямої критики щодо Стефанссона, а також нікого іншого; але, за словами біографа Дженніфера Нівена, Бартлетт також є дуже критичним по відношенню до свого колишнього лідера.
Стефанссон знову з'явився в 1918 році після чотирьох років відсутності, щоб розкрити своє відкриття трьох нових островів. Його вітає Національне географічне товариство, отримує похвалу від великих ветеранів полярних досліджень, таких як Пірі та Адольфус Грілі, і йому пропонують президентство Клубу дослідників Нью-Йорка. У Канаді оголошення про його повернення викликає менший ентузіазм: виникають питання щодо загальної вартості його експедиції, несправної організації з самого початку та управління Південною групою, яка виконує всю свою роботу під керівництвом Рудольфа Андерсона, але без найменшого втручання Стефанссона. Пізніше Андерсон та кілька інших членів Південної групи попросили уряд Канади провезти розслідування, щоб відповісти на твердження, винесені Стефанссоном у 1921 році у своїй книзі „Дружня Арктика“, оскільки вони вважають, що це впливає на їх честь. Їх запит відхиляється під приводом, що „це розслідування не може призвести ні до чого хорошого“. У цій праці Стефанссон бере на себе відповідальність за прийняття „сміливого“ рішення направити „Карлука“ до льоду, а не плавати вздовж узбережжя до острова Гершель, і він визнає, що „зробив поганий вибір“. Незважаючи на все, МакКінлай відзначив, що книга надає спотворене зображення поїздки Карлука та її наслідків, „приносячи помилку на всіх … за винятком Вільямальмура Стефанссона“. За словами історика Тома Хенайгана, МакКінлай сердиться на Стефанссона, особливо тому, що він „ніколи, в будь-який час не виявляв відповідного жалю щодо втрати своїх людей“. Стефанссон ніколи не повертався до Арктики і помер у 1962 році у віці 82.
Доля Олександра Андерсона, помічника капітана, залишається невідомою до 1924 року, коли американське судно причалило до острова Геральд і знайшло там людські останки, а також провізію, одяг, боєприпаси та обладнання. Завдяки цьому матеріалу можна визначити групу Андерсона; причину їх смерті не можна встановити з певністю, навіть якщо рясна присутність їжі дозволяє виключити, що вони не померли від голоду. Ймовірно, що вони померли від холоду, після того, як їх намет був віднесений вітром, або отруєнням оксидом вуглецю під наметом також не виключається.
Таємниче захворювання, яке впливає на більшість тих, хто вижив на острові Врангель, і яке прискорює загибель Маллоха та Мамена, згодом ідентифікується як форма нефриту, викликана поглинанням низької якості пеммікана. Стефанссон звинувачує себе: „Наші виробники пеммікану нас обдурили“, — сказав він, надаючи нам продукт, який занадто мало містить жиру». Але Пірі завжди підкреслював той факт, що полярний дослідник повинен був присвятити «особисту, постійну та наполегливою увагу» виробництву свого пеммікана: за словами МакКінлая, Стефанссон приділяє занадто багато часу, щоб продати ідею своєї експедиції, а не досить часу, щоб забезпечити якість їжі, від якої вони проте залежать.
Джек Хедлі, трапер, вирішує продовжити свою роботу з канадською арктичною експедицією: він спочатку став другим офіцером, потім командиром судна постачання Polar Bear. МакКоннелл і він пишуть до повідомлень Стефанссона про їхню пригоду, до якої Стефанссон включає у свою роботу The Friendly Arctic. Хедлі помер від грипу в Сан-Франциско в 1918 рр. Стюард Ернест Чафе написав, а також опублікував короткий звіт. Більшість інших швидко повернулися до відносної анонімності, але в 1922 році Стефанссон зумів переконати Фреда Маурера приєднатися до нього, щоб створити колонію на острові Врангель. Стефанссон підтримує свій проект на жаль уряду Канади, оскільки острів Врангель явно є частиною того, що вже стало Радянським союзом. Таким чином, група з п'яти, включаючи Маурера, відправляється на острів; але лише жінка з інуїтів, Ада Блекджек, виживе.
Що стосується інших тих, хто вижив у потопі «Карлука», всі живуть до похилого віку. Вільямсон, який відмовляється все своє життя говорити чи писати про свою пригоду в Арктиці, загинув у віці 97 років у Вікторії в Канаді в 1975 році. МакКінлай помер у 1983 році у віці 95 років, після опублікування своєї версії історії в 1976 році. Інуїти Куралук, Курук та їхні дочки Хелен та Мугпі відновлюють звичайний перебіг свого життя в Пойнт Барроу. За словами Палссона, двоє дітей запропонували групі «основні моменти веселості в наші найтемніші години». Пізніше Мугпі взяла ім'я Рут Макпі Іпалук і померла у 2008 році у віці 97 років: це остання вижила поїздки «Карлука».